# Biện chứng
Phép biện chứng hay phương pháp biện chứng là một phương pháp luận triết học tồn tại ở cả phương Đông lẫn phương Tây thời cổ đại. Từ "dialectic" tiếng Anh (tức "biện chứng" trong tiếng Việt) có nguồn gốc từ tiếng Hy Lạp cổ, và trở nên phổ biến qua những cuộc đối thoại kiểu Socrates của Plato. Biện chứng có nền tảng từ những cuộc đối thoại giữa hai hay nhiều người với những ý kiến, tư tưởng khác nhau và cùng mong muốn thuyết phục người khác. Phương pháp này khác với hùng biện, trong đó một bài diễn thuyết tương đối dài do một người đưa ra - một phương pháp được những người ngụy biện ủng hộ. Nhiều dạng khác nhau của biện chứng nổi lên ở phương Đông và phương Tây theo những thời kỳ lịch sử khác nhau như trường phái Socrates, đạo Hindu, đạo Phật, biện chứng Trung cổ, trường phái Hegel và chủ nghĩa Marx.

## Nội dung
| “                       | Không có cái gì lại quá ngớ ngẩn hoặc nhảm nhí đến mức nó không được một triết gia này hay khác xem xét, phát biểu. | ” |
| — Descartes (1596–1650) | |   |

Phép biện chứng là một phương pháp triết học, cụ thể hơn, tư duy con người – phát triển theo một cách thức được đặc trưng bởi cái gọi là ba đoạn biện chứng:
1. Chính đề: đầu tiên có một ý tưởng, hoặc một lý thuyết, hoặc một xu hướng vận động nào đó được gọi là một "chính đề"; một chính đề như thế thường sẽ tạo ra cái đối lập, do là, giống như hầu hết các sự vật tồn tại trên trời đất, có lẽ nó sẽ có giá trị hạn chế và sẽ có các điểm yếu
2. Phản đề: ý tưởng hoặc xu hướng vận động đối lập được gọi là "phản đề", bởi vì nó nhằm phản đối lại cái trước tiên, tức chính đề. Cuộc tranh đấu giữa chính đề và phản đề diễn ra cho tới khi đạt được một giải pháp nào đó mà, theo một nghĩa nhất định, vượt lên trên cả chính đề và phản đề do nó phát hiện ra được các giá trị riêng của chúng và do nó cố gắng bảo tồn các tinh hoa và tránh các hạn chế của cả hai;
3. Hợp đề: giải pháp đạt được ở bước thứ ba này được gọi là "hợp đề". Đến khi đạt được, hợp đề đến lượt nó có thể lại trở thành bước thứ nhất trong một của ba đoạn biện chứng mới khác, và quá trình sẽ lại tiếp diễn như thế nếu hợp đề cụ thể vừa đạt được lại trở nên thiếu thuyết phục, hoặc trở nên không thỏa mãn. Trong trường hợp này, mặt đối lập sẽ lại nổi lên, và điều này có nghĩa là cái hợp đề vừa đạt được có thể được mô tả như là một chính đề mới, cái chính đề tạo ra một phản đề mới. Do đó, ba đoạn biện chứng sẽ lại diễn ra ở một trình độ cao hơn, và nó có thể đạt tới cấp độ cao hơn khi một hợp đề khác xuất hiện.

## Lịch sử

### Thời cổ đại
- Triết học Trung Hoa cổ đại;
- Triết học Ấn Độ cổ đại;
- Triết học Hy Lạp cổ đại;

### Thời trung đại
- Phép biện chứng Tây Âu thế kỷ XIV - XVIII;

### Thời cận đại và hiện đại
- Phép biện chứng duy vật hay phép biện chứng Marxist;

## Phân loại
Phép biện chứng trải qua 3 giai đoạn phát triển:
1. Phép biện chứng cổ đại: là phép biện chứng xuất hiện trong triết học thời cổ đại. Các nhà triết học ở phương Đông lẫn phương Tây thời cổ đại đã xem thế giới khách quan thay đổi trong những sợi dây liên hệ vô cùng tận. Tuy nhiên, những gì các nhà biện chứng hồi đó thấy được chỉ là trực kiến, chưa phải là kết quả của nghiên cứu và thực nghiệm khoa học;
2. Phép biện chứng duy tâm: biện chứng được bắt đầu từ tinh thần và kết thúc ở tinh thần, thế giới hiện thực chỉ là biểu hiện của các ý niệm nên biện chứng của các nhà triết học cổ điển Đức là biện chứng duy tâm. Đỉnh cao của hình thức cơ bản này được thể hiện trong triết học cổ điển Đức, mà người khởi đầu là nhà triết học Kant (1724-1804) và người hoàn thiện là nhà triết học Hegel. Có thể nói, lần đầu tiên trong lịch sử phát triển của tư duy nhân loại, các nhà triết học Đức đã trình bày một cách có hệ thống những nội dung quan trọng nhất của phép biện chứng;
3. Phép biện chứng duy vật: được thể hiện trong triết học do Karl Heinrich Marx và Friedrich Engels xây dựng[2]. Karl Marx và Friedrich Engels đã kế thừa những hạt nhân hợp lý trong phép biện chứng duy tâm để xây dựng phép biện chứng duy vật với tính cách là học thuyết về mối liên hệ phổ biến và về sự phát triển. Hai ông cho rằng phép biện chứng là quy luật vận động của thế giới khách quan chứ không phải chỉ là sự vận động của tư tưởng.

### Phép biện chứng cổ đại
Phép biện chứng này có từ thời cổ đại. Nổi bật về phép biện chứng này là các nền triết học của Trung Hoa cổ đại, Ấn Độ cổ đại và Hy Lạp cổ đại:
- Ở Trung Hoa, nổi bật là thuyết biến dịch luận và ngũ hành luận của Âm dương gia.
- Ở Ấn Độ, biểu hiện rõ nét là tư tưởng của đạo Phật: vô ngã, vô thường, nhân duyên.
- Ở Hy Lạp, các nhà triết học đã thể hiện sâu sắc tinh thần của phép biện chứng. Friedrich Engels có nhận xét như sau:

| “ | Những nhà triết học Hy Lạp cổ đại đều là những nhà biện chứng tự phát, bẩm sinh, và Aristotle, bộ óc bách khoa nhất trong các nhà triết học ấy, cũng đã nghiên cứu các hình thức căn bản nhất của phép biện chứng. Cái thế giới quan ban đầu, ngây thơ, nhưng xét về thực chất thì đúng đó là thế giới quan của các nhà triết học Hy Lạp cổ đại và lần đầu tiên đã được Heraclitus trình bày một cách rõ ràng: mọi vật đều tồn tại và đồng thời lại không tồn tại, vì mọi vật đang trôi đi, mọi vật đều không ngừng thay đổi, mọi vật đều không ngừng phát sinh và tiêu vong | ” |

Tuy nhiên, phép biện chứng cổ đại về căn bản mang tính chất sơ khai. Engels nhận xét như sau:
| “ | Trong triết học này, tư duy biện chứng xuất hiện với tính chất thuần phác tự nhiên chưa bị khuấy đục bởi những trở ngại đáng yêu. Chính vì người Hy Lạp chưa đạt tới trình độ mổ xẻ, phân tích giới tự nhiên, cho nên họ hãy còn quan niệm giới tự nhiên là một chỉnh thể mà đứng về mặt toàn bộ mà xét chỉnh thể đó. Mối liên hệ phổ biến giữa các hiện tượng tự nhiên chưa được chứng minh về chi tiết; đối với họ, mối liên hệ đó là kết quả của sự quan sát trực tiếp | ” |

Tổng kết lại, tuy phép biện chứng thời cổ đại nhận thức đúng về bản chất của thế giới, nhưng lại nghiên cứu bằng trực kiến thiên tài, bằng trực quan chất phác, ngây thơ, chưa có sự chứng minh cụ thể của khoa học tự nhiên.

### Phép biện chứng duy tâm
Vào thế kỷ XV, những nghiên cứu cụ thể của từng môn khoa học đã khiến cho siêu hình học phát triển. Đến thế kỷ 18, phép biện chứng trong triết học cổ điển Đức cũng phát triển khởi đầu từ Immanuel Kant và đạt tới đỉnh cao tại Georg Wilhelm Friedrich Hegel. Engels đã nói:
| “ | Hình thức thứ hai của phép biện chứng, hình thức quen thuộc nhất với các nhà khoa học tự nhiên Đức, là triết học cổ điển Đức, từ Kant đến Hegel | ” |

Các nhà triết học này đã trình bày những tư tưởng cơ bản nhất của phép biện chứng duy tâm một cách có hệ thống. Triết học Hegel duy tâm ở chỗ phép biện chứng là cái được bắt đầu từ "ý niệm tuyệt đối", coi biện chứng chủ quan là cơ sở của biện chứng khách quan. Theo ông, "ý niệm tuyệt đối" là điểm khởi đầu của tồn tại, tự "tha hóa" thành tự nhiên và trở về bản thân nó trong tồn tại tinh thần, "... tinh thần, tư tưởng, ý niệm là cái có trước, còn thế giới hiện thực chỉ là một bản sao chép của ý niệm". Không chỉ có Hegel, các nhà triết học cổ điển Đức đã xây dựng phép biện chứng duy tâm bằng một hệ thống logic. Vladimir Ilyich Lenin đã nói:
| “ | Hegel đã đoán được một cách tài tình biện chứng của sự vật (của những hiện tượng, của thế giới, của giới tự nhiên) trong biện chứng của khái niệm | ” |

### Phép biện chứng duy vật
Engels nhấn mạnh ý kiến của Karl Marx:
| “ | Tính chất thần bí mà phép biện chứng đã mắc phải ở trong tay Hegel tuyệt nhiên không ngăn cản Hegel trở thành người đầu tiên trình bày một cách bao quát và có y thức những hình thái vận động chung của phép biến chứng. Ở Hegel, phép biện chứng bị lộn ngược đầu xuống đất. Chỉ cần dựng nó lại là sẽ thấy được cái hạt nhân hợp lý ở đằng sau cái vỏ thần bí của nó | ” |

Kế thừa Hegel, Marx và Engels đã xây dựng nên phép biện chứng duy vật bằng cách xem phép biện chứng là "khoa học về những quy luật chung của sự vận động của thế giới bên ngoài cũng như của tư duy con người":
| “ | Có thể nói rằng hầu như chỉ có Marx và tôi là những người đã cứu phép biện chứng tự giác thoát khỏi triết học duy tâm Đức và đưa nó vào trong quan niệm duy vật về tự nhiên và về lịch sử. | ” |